# Drosophila capitata
Drosophila capitata är en tvåvingeart som beskrevs av Elmo Hardy 1965. Drosophila capitata ingår i släktet Drosophila och familjen daggflugor.
Artens utbredningsområde är Hawaii.